# Motor s vnějším spalováním

Newcomenův parní stroj

Motor s vnějším spalováním je tepelný stroj, který využívá tlakovou energii plynu, získanou spálením paliva, ale vždy mimo tento motor, která v motoru následně vykonává práci. Pracovní látkou může být ohřátý plyn nebo spaliny.

## Příklady
- parní stroj
- plynová turbína
- Stirlingův motor

Při stejném výkonu jsou tyto motory často těžší a méně kompaktní než motory s vnitřním spalováním. Příčinou je to, že obsahují výměník tepla, prostřednictvím kterého se ohřívá pracovní látka. Mohou však být účinnější a jsou méně závislé na typu a kvalitě použitého paliva. Též mohou dosahovat nižších emisí oxidů dusíku, protože spalování probíhá při nižších tlacích a teplotách.

## Parní turbína
Dobrým příkladem je parní turbína. Teplo ze spáleného paliva se v ohřívači předá vodě, která se přeměňuje na páru. Ta je vedena potrubím do turbíny, tvořené skupinou lopatek na rotoru. Přehřátá pára expanduje a proudí skrz turbínu, přičemž tlačí na lopatky, které roztáčejí rotor. Z rotoru se odebírá užitečná práce. Na výstupu z turbíny má pára o mnoho nižší teplotu, protože odevzdala část své tepelné energie rotoru.